# 陈忠 (1968年)
陈忠 (1968年6月—)，福建仙游人，浙江大学教授，中华人民共和国教育部长江学者特聘教授，现任浙江中医药大学校长，主要从事神经药理学研究。

## 社会兼职
- 中国神经科学会常务理事
- 中国药理学会常务理事
- 中国药学会青委会副主任委员[2]